# Kenny Morris
Pour les articles homonymes, voir Morris.
Kenny Morris est un musicien anglais, né en 1957 connu pour avoir été le batteur de Siouxsie and the Banshees, de janvier 1977 à septembre 1979. Il est originaire de  Waltham Abbey, une banlieue localisée à quelques dizaines de kilomètres de Londres.
En 1976, alors qu'il est étudiant en école de beaux-arts à Londres, il s'intéresse à une nouvelle scène naissante avec des groupes en marge du système. Il assiste au tout premier concert du groupe Siouxsie and the Banshees au festival punk organisé au Club 100 le 21 septembre, un club situé dans un sous-sol d'un immeuble sur l'avenue Oxford Street. Il est impressionné par la prestation du groupe.
Il rejoint brièvement un groupe éphémère The Flowers of Romance qui comporte la guitariste Viv Albertine et Sid Vicious au chant. 
Début janvier 1977, il décide de devenir le batteur de Siouxsie and the Banshees. Ils donnent leur premier concert un mois plus tard.
Kenny Morris enregistre deux albums studios avec le groupe : The Scream en 1978 et Join Hands en 1979. Il quitte définitivement le groupe en septembre 1979 en pleine tournée britannique lors d'une escale à Aberdeen en Écosse à la suite d'un désaccord avec le manager et les deux membres fondateurs de groupe, la chanteuse Siouxsie Sioux et le bassiste Steven Severin.
Il devient par la suite artiste peintre, sculpteur et vidéaste et quitte l'Angleterre pour s'installer en Irlande, pays de ses aïeux paternels et maternels. Il y donne aussi des cours en tant que professeur d'arts plastiques jusque dans les années 2010.